# Stade José Gregorio Martínez
 (mars 2025).
Le stade José Gregorio Martínez est un stade de football de Chalatenango, au Salvador.